# Ottawa-Ouest
Pour les articles homonymes, voir Ottawa (homonymie).
Ottawa-Ouest fut une circonscription électorale fédérale de l'Ontario, représentée de 1935 à 1997.
La circonscription d'Ottawa-Ouest a été créée en 1934 d'une partie d'Ottawa et de Carleton. Abolie en 1996, elle fut redistribuée parmi Ottawa-Centre et Ottawa-Ouest—Nepean.

## Géographie
En 1933, la circonscription d'Ottawa-Ouest comprenait:
- Une partie de la ville d'Ottawa, les quartiers Central, Capital, Wellington et Dalhousie
- Une partie des quartiers Victoria et Elmdale à l'est de Parkdale Avenue
- Une partie du quartier Riverdale non inclus dans la circonscription d'Ottawa-Est

En 1987, la circonscription comprenait une partie de la ville d'Ottawa comprise entre Baseline Road, Fisher Avenue, Carling Avenue, Island Park Drive et la frontière interprovinciale entre l'Ontario et le Québec.

## Députés
1. 1935-1940 — Thomas Franklin Ahearn, PLC
2. 1940-1968 — George McIlraith, PLC
3. 1968-1972 — Llyod Francis, PLC
4. 1972-1974 — Peter Reilly, PC
5. 1974-1979 — Llyod Francis, PLC (2)
6. 1979-1980 — Kenneth C. Binks, PC
7. 1980-1984 — Llyod Francis, PLC (3)
8. 1984-1988 — David Daubney, PC
9. 1988-1997 — Marlene Catterall, PLC

- PC = Parti progressiste-conservateur
- PLC = Parti libéral du Canada